# Dihammaphora arnaui
Dihammaphora arnaui är en skalbaggsart som beskrevs av Bosq 1951. Dihammaphora arnaui ingår i släktet Dihammaphora och familjen långhorningar. Inga underarter finns listade i Catalogue of Life.